# Souarinussbaum

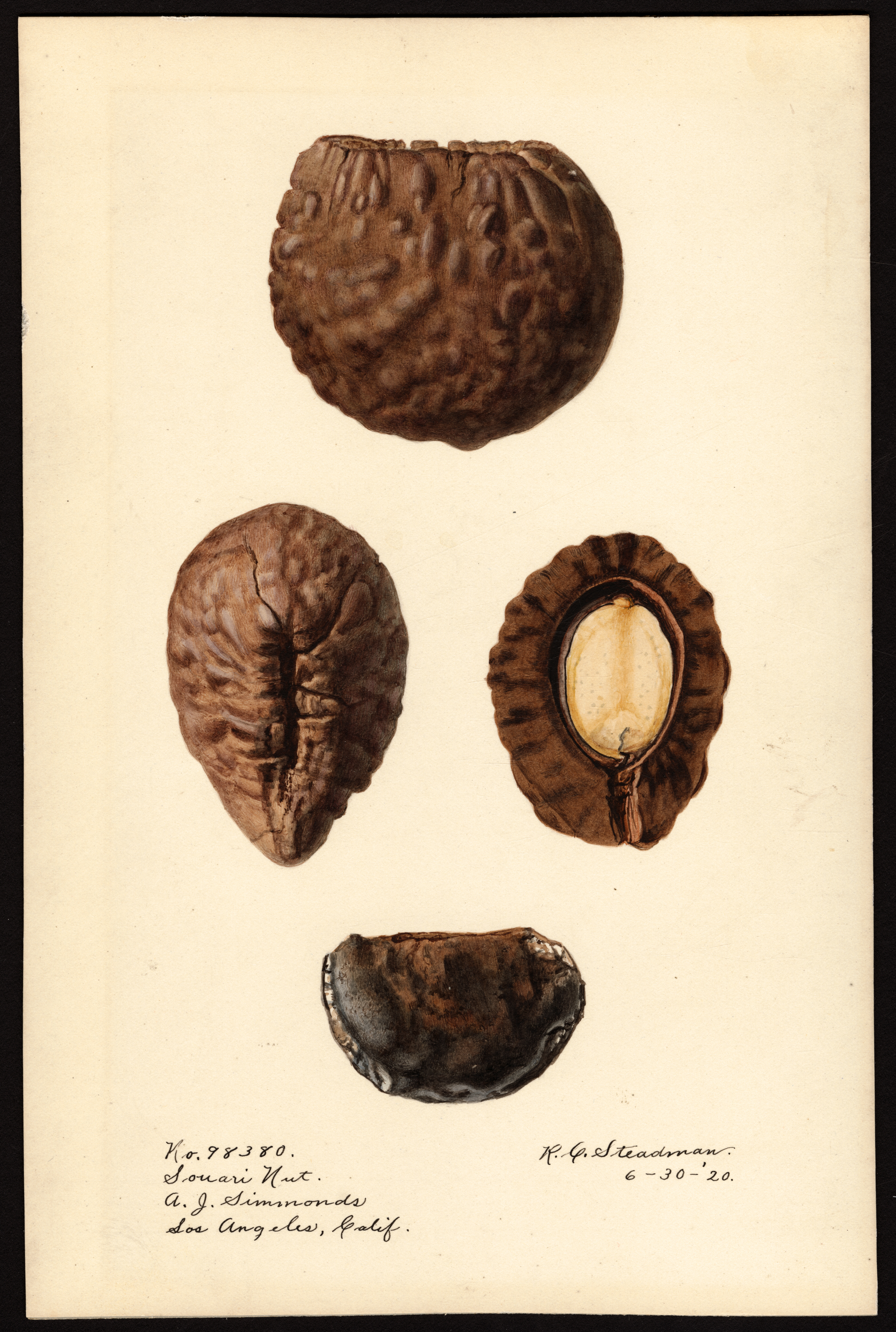
Steinkern von Caryocar nuciferum und unten der Samen, im Querschnitt sieht man das dicke Endokarp und innen den Samen fast ganz frei liegend und darin den Samenkern (Embryo)

Der Souarinussbaum (Caryocar nuciferum) auch Saou-, Sou-, Suarinuss, Butternuss, Sa-, Suwarinuss oder Pekeanuss sowie Taschennuss und Indische Paranuss genannt,  ist eine tropische Laubbaumart aus der Gattung Caryocar in der Familie der Caryocaraceae. Der Souarinussbaum ist in Guyana, Surinam, Kolumbien, Venezuela und Nord-Brasilien sowie bis Mittelamerika heimisch. Er wird auf den Westindischen Inseln kultiviert.

## Beschreibung

### Vegetative Merkmale
Der Souarinussbaum ist ein großer Baum, der Wuchshöhen von bis zu 45 Meter erreicht. Es werden Brettwurzeln ausgebildet.
Die gegenständigen Blätter sind langstielig und dreizählig. Der kahle Blattstiel ist bis zu 15 Zentimeter lang. Die kahlen, gestielten Blättchen sind eiförmig bis elliptisch und zugespitzt, die Ränder sind ganz bis schwach gekerbt, gesägt. Die Blättchenstiele sind bis 2 Zentimeter lang. Die Blättchen sind 12 bis 30 cm lang und 6 bis 18 cm breit. Die Nebenblätter sind früh abfallend.

### Generative Merkmale
Die Blüten stehen in lang gestielten, endständigen traubigen (Corymb) und kurzen Blütenständen mit bis zu acht Blüten. Die gestielten Blüten mit doppelter Blütenhülle sind fünfzählig. Die bis 6 Zentimeter langen Blütenstiele sind kahl, dick und rötlich. Der 2 Zentimeter lange und purpur-braune, dickliche Kelch ist glockenförmig und fünflappig. Die Corolla mit fünf, langen, elliptischen und außen purpur-braunen und innen hellgelben, purpur-rot gestreiften, basal kurz verwachsenen Petalen, ist bis 7 Zentimeter lang. Es sind 700–5000, sehr dicht stehende, gelbe, ungleich lange Staubblätter und Staminodien vorhanden. Sie sind alle zusammen basal kurz verwachsen und dann oberhalb in vielen Gruppen bis zu 20 angeordnet, die unten zur Hälfte verwachsen sind, außen sind sie bis 8,5 Zentimeter lang, innen sind sie kürzer; 3,5 Zentimeter und länger. Die Staubfäden haben oben kleine Vesikel und an der Basis sondern sie teils Nektar ab, wie auch die innere Kronröhre.
Der rote, oberständige Fruchtknoten ist rundlich und vierkammerig. Es sind vier bis 9 Zentimeter lange, fädige und grün-rötliche Griffel mit fädigen Narben vorhanden.
Seine bis 11 kg schweren, rundlichen und bis über 15 Zentimeter großen und glatten, rötlich-braunen, fein dunkel gesprenkelten, ledrigen Steinfrüchte sind essbar. Sie haben ein gelbliches, weiches, faserig-fettiges Mesokarp. Die bis zu vier (meistens 1–2), nierenförmigen und noppigen, abgeflachten Steinkerne (Pyrene, Cocci, Mericarp, Nüsse) sind bis 7,5 Zentimeter groß und enthalten jeweils einen braunen, großen und (fast)nierenförmig und glänzende Samen. Das bis über 8 mm dicke, braune und poröse Endokarp der Steinkerne ist sehr hart und faserig. Die Steinkerne liegen im Mesokarp eingebettet in einer anhaftenden „Zelle“ (internes Mesokarp) aus weißlicher, bitterer Pulpe. Die Samen liegen fast ganz frei im Steinkern. Im Inneren der Samen liegt der gräuliche, nierenförmige und weichliche Kern (Embryo, Mandel). Der Embryo besteht hauptsächlich aus einem großen Hypokotyl wie bei den Samen der Paranuss.
Die Bestäubung geschieht durch Fledermäuse und Schwärmer.
Die Chromosomenzahl beträgt 2n = 46.

## Taxonomie
Die Erstbeschreibung erfolgte 1771 durch Carl von Linné in Mantissa Plantarum 2: 247. Es sind verschiedene Synonyme bekannt; Caryocar villosum (Aubl.) Pers., Cayocar butyrosum (Aubl.) Willd., Caryocar tomentosum Willd., Caryocar tuberculosum (Aubl.) Baill., Pekea tuberculosa Aubl., Rhizobolus tuberculosum (Aubl.) J.F.Gmel., Rhizobolus tomentosus (Willd.) Oken., Rhizobolus pekea Gaertn., Amagdala guayanensis Clus.

## Verwendung
Das fettige (interne) Mesokarp kann nach einer Stunde Kochen als „Gemüse“ gegessen werden. Der Samenkern, der Embryo, ist sehr wohlschmeckend und enthält einen Anteil von über 60 % Fett, und er liefert auch ein Öl oder Fett ähnlich dem Pekannussöl. Der sehr wohlschmeckende Kern kann auch roh, gekocht oder geröstet gegessen werden.
Das Holz des Souarinussbaumes ist hart und beständig; es wird zum Beispiel für den Bootsbau geschätzt. Etwa sieben weitere Arten der Gattung Caryocar werden ähnlich genutzt, am bekanntesten ist Caryocar brasiliense Pequi.